# Iratusaurus
Iratusaurus is een geslacht van uitgestorven dissorofoïde temnospondyle Batrachomorpha (basale 'amfibieën') binnen de familie Dissorophidae. Het werd beschreven door Gubin (1980) op basis van een fragmentarische achterste schedel. Er wordt geschat dat het vergelijkbaar groot was met Kamacops, een andere Russische dissorofoïde, maar er kan weinig meer over worden gezegd, en het wordt zelden genoemd in vergelijkende beschrijvingen en is nooit getest in een fylogenetische analyse. Onderscheidende kenmerken zijn onder meer een grote, driehoekige otische inkeping en een mediane kam op de postpariëtals. Iratusaurus leefde in het Vroeg-Perm en was een carnivoor. De naam betekent 'boze hagedis'. Het geslacht telt slechts één soort: Iratusaurus vorax.